# Gaz d'égout

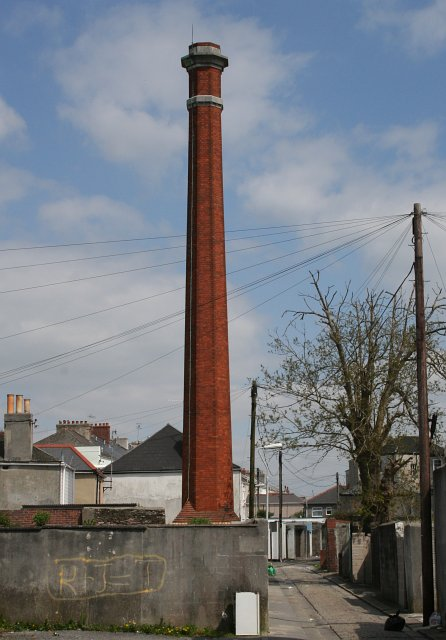
Une ancienne cheminée de gaz d'égout à Stonehouse, Plymouth, en Angleterre, construite dans les années 1880 pour disperser le gaz d'égout au-dessus des résidents

Le gaz d'égout est un mélange complexe de gaz toxiques et non toxiques produits et collectés dans les systèmes d'égouts par la décomposition de déchets organiques ménagers ou industriels, composants typiques des eaux usées. 
Les gaz d'égout peuvent inclure sulfure d'hydrogène, ammoniac, méthane, esters, monoxyde de carbone, dioxyde de soufre et oxyde d'azote. L'élimination inappropriée de produits pétroliers tels que l'essence et autres essences minérales contribue aux risques liés aux gaz d'égout. Les gaz d'égout sont préoccupants en raison de leur odeur, de leurs effets sur la santé et de leur potentiel incendiaire ou explosif.

## Dans les maisons
Les gaz d'égout ne peuvent généralement pas pénétrer dans les bâtiments par les siphons de plomberie qui créent un joint hydraulique aux points d'entrée potentiels. De plus, les évents de plomberie permettent l'évacuation des gaz d'égout vers l'extérieur. Les appareils sanitaires peu utilisés peuvent permettre au gaz d'égout de pénétrer dans une maison en raison de l'évaporation de l'eau dans le siphon, en particulier par temps chaud. C'est le moyen le plus courant pour le gaz d'égout d'entrer dans les bâtiments qui peut être résolu facilement en utilisant les appareils régulièrement ou en ajoutant de l'eau aux siphons. L'un des moyens les plus surs pour faire sécher les avaloirs de sol est celle pratiquée habituellement de les placer à proximité de la chaudière de la maison, d'un chauffe-eau ou dans des pièces avec chauffage par le sol. Les lavabos, les baignoires, les douches et les toilettes peuvent être également coupables. Des amorces de siphon (Trap primer) sont disponibles qui ajoutent automatiquement de l'eau à des siphons peu utilisés tels que ceux-ci. Des bouches d'aération bouchées, généralement au niveau du toit, peuvent également entraîner la défaillance des de l'étanchéité par siphonnement de l'eau. 
Une exposition au gaz d'égout peut également se produire si le gaz s'infiltre via un drain de plomberie ou un tuyau de ventilation qui fuit, ou même à travers des fissures dans les fondations d'un bâtiment. Le gaz d'égout est généralement plus dense que les gaz atmosphériques et peut s'accumuler dans les sous-sols, mais peut éventuellement se mélanger à l'air ambiant. Les personnes travaillant dans les secteurs de l'assainissement ou dans les fermes peuvent être exposées au travail, si elles nettoient ou entretiennent les égouts municipaux, les réservoirs de stockage de fumier, ou des fosses septiques. 
Dans les bâtiments dotés d'appareils de traitement de l'air CVC qui laissent entrer l'air extérieur pour la ventilation, les évents de plomberie placés trop près des entrées d'air ou des fenêtres peuvent être une source d'odeurs de gaz d'égout. Dans certains cas, le flux d'air autour des bâtiments et les effets du vent peuvent contribuer aux problèmes d'odeur de gaz d'égout, même avec des bouches d'aération et des prises d'air séparées. L'augmentation de la hauteur des orifices de ventilation, l'ajout de filtres pour conduits d'aération ou la fourniture d'une dilution et d'un échappement alimentés peuvent aider à réduire ces occurrences.

## Histoire

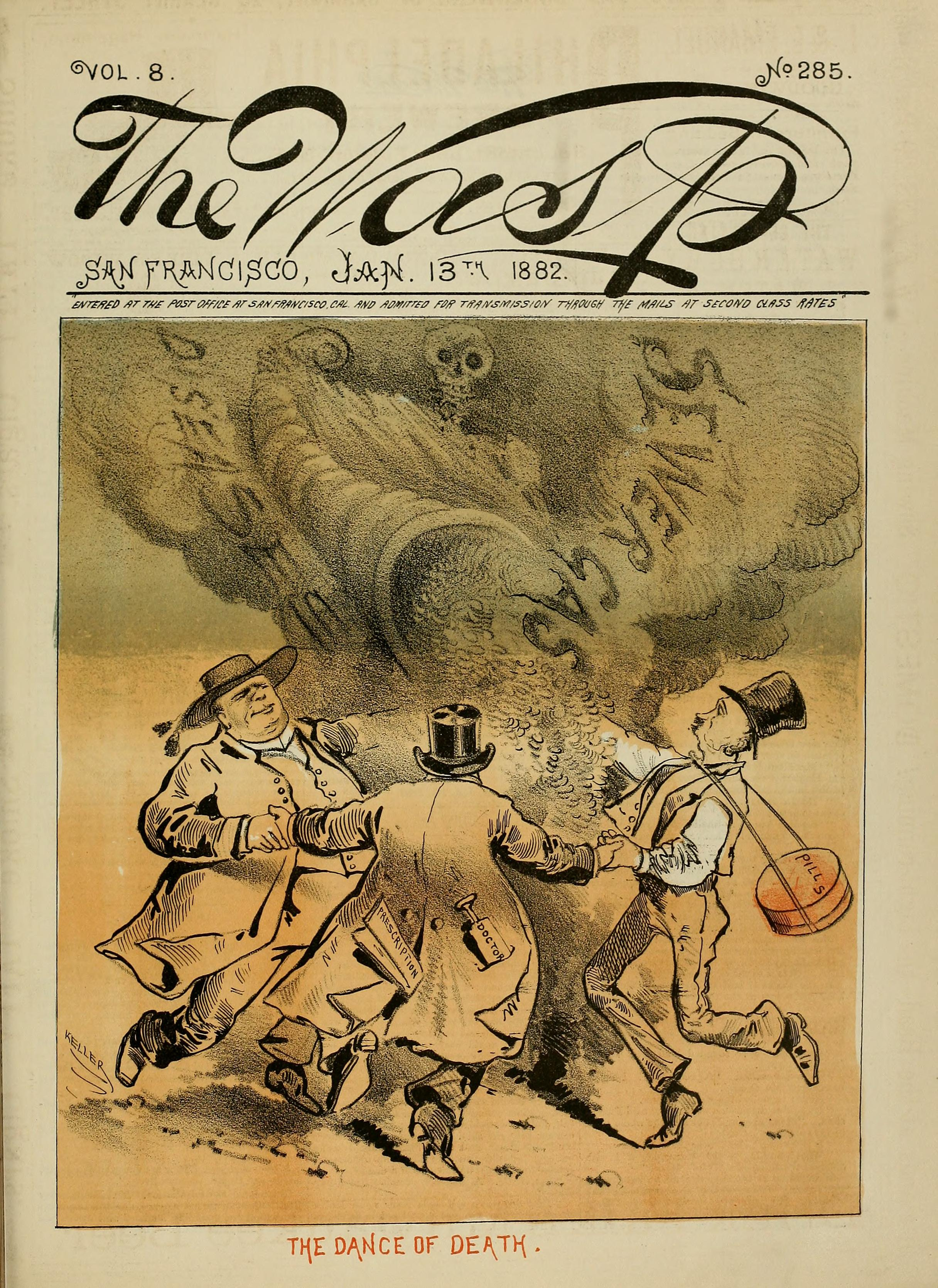
La couverture d'un numéro de 1882 de The Wasp, avec une illustration reliant le gaz d'égout et la maladie

Au milieu du XIXe siècle, au moment du développement de la plomberie intérieure, l'idée dominante était que la maladie était en grande partie causée par les miasmes, ou littéralement « air pollué ». Le paludisme, la maladie transmise par la piqûre des moustiques qui se reproduisent dans les zones marécageuses, tire son autre nom – malaria – du mot italien qui signifie « mauvais air », parce que les gens accusaient principalement le gaz des marais.
À l’origine, les siphons dans les tuyaux d'évacuation de plomberie étaient conçus pour empêcher ce « mauvais air » de retourner dans les espaces de vie des bâtiments. Cependant, lors de l'épidémie de choléra de Broad Street à Londres, été 1854, le médecin John Snow, entre autres, s'employa à prouver que l'eau polluée en était la cause, et non les odeurs nauséabondes des canalisations d'égout,. Par la suite, alors même que la théorie des germes de la maladie s’était développée, la société a tardé à accepter l’idée que les odeurs des égouts étaient relativement inoffensives en ce qui concerne la propagation de la maladie.
Il n'en était pas de même des fosses d'aisance hermétiquement closes qui étaient le siège de décompositions et de fermentations anaérobies, qui généraient le dangereux sulfure d'hydrogène qui causait quelquefois la mort des ouvriers vidangeurs ou d'autres personnes qui approchaient de trop près des fosses. En attendant qu'on en connaisse la nature, le gaz qui s'échappe des fosses a pris les noms de « vapeur méphitique », « plomb », « mofette» (de même racine que méphitique), « moufette » (avant les mammifères réputés pour leurs sécrétions) et on désignait par « Fosse empoisonnée » ou « Fosse plombée », les fosses qui renfermaient l'air pestilentiel pendant ou après sa vidange. Le nom de « plomb » provenait du fait que l'asphyxie consécutive à l'exposition « aux gaz méphitiques » des fosses s'accompagnait d'un sentiment d’oppression, comme un poids énorme qui comprimerait la poitrine. On a vu des ouvriers qui se sentant pris de plomb se font retirer des fosses et ne tombent asphyxiés qu'après avoir manifesté une loquacité extraordinaire, tenu des propos décousus, s'être livrés à une danse automatique ou avoir couru en sautant jusqu'à une certaine distance.

## Effets sur la santé
Dans la plupart des maisons, le gaz d'égout peut dégager une odeur légèrement désagréable, mais ne pose souvent pas de risque important pour la santé. Les tuyaux d’égout résidentiels contiennent principalement les gaz présents dans l’air (azote, oxygène, dioxyde de carbone, etc.).
Souvent, le méthane est après, le gaz à la concentration la plus élevée, mais reste généralement à des niveaux non toxiques, en particulier dans les systèmes correctement ventilés. Cependant, si le gaz d'égout a une odeur distincte d'œuf pourri, en particulier dans les canalisations d'égout, les fosses septiques ou d'autres installations de traitement des eaux usées, il peut s'agir d'une concentration en sulfure d'hydrogène, qui peut être détectée par les sens olfactifs humains à des concentrations aussi basses que « parties par milliard » (ppm). L'exposition à de faibles concentrations de ce produit chimique peut irriter les yeux, provoquer une toux ou un mal de gorge, un essoufflement et une accumulation de liquide dans les poumons. Une exposition prolongée à de faibles niveaux peut provoquer fatigue, pneumonie, perte d'appétit, maux de tête, irritabilité, mauvaise mémoire et vertiges.
De fortes concentrations d'hydrogène sulfuré (> 150 ppm) peuvent provoquer une fatigue olfactive, ce qui rend l'odeur indétectable. À des concentrations plus élevées (> 300 ppm), le sulfure d'hydrogène peut provoquer une perte de conscience et la mort. De très fortes concentrations (> 1000 ppm) peuvent provoquer un collapsus immédiat après une seule respiration.
Les précautions à prendre pour les égoutiers qui sont aussi susceptibles d'être exposés au H2S sont décrites ici.

## Risque d'explosion
Les gaz d'égout peuvent contenir du méthane et de l'hydrogène sulfuré, des substances hautement inflammables et potentiellement explosives. En tant que tel, l'inflammation du gaz est possible avec une flamme ou des étincelles. La concentration de méthane dans les égouts à ciel ouvert est inférieure (7 à 15 ppmv) à celle des drains fermés (jusqu'à 300 ppmv) dans les échantillons collectés à 2 cm au-dessus du niveau des eaux usées.

## Contribution gaz à effet de serre
Les gaz d’égout entièrement ventilés contribuent aux émissions de gaz à effet de serre. Les tuyaux de ventilation septiques peuvent être équipés de filtres qui éliminent certaines odeurs[réf. nécessaire]. Le gaz d'égout peut être utilisé comme source d'énergie, réduisant ainsi la consommation de combustibles fossiles. Le gaz est acheminé dans un système de nettoyage (cleaning system) puis utilisé comme carburant pour alimenter un générateur ou une centrale de cogénération.

## Impact sur l'assainissement
Les gaz présents dans les égouts peuvent avoir un impact important sur la durabilité des matériaux en raison de l'action de micro-organismes. Le plus dommageable est associé au sulfure d’hydrogène qui peut entraîner une corrosion biogénique du sulfure ou une corrosion microbienne. Dans les cas les plus graves, cela peut entraîner l’effondrement de la structure et entraîner des coûts importants pour sa réhabilitation. 